# Golfo da Biscaia
(es) Golfo de Vizcaya
(fr) golfe de Gascogne
Golfo da Biscaia numa 
imagem de satélite.
A baía da Biscaia ou golfo da Biscaia (também golfo da Gasconha) é um golfo e uma zona do oceano Atlântico situado entre a costa norte da Espanha e a costa sudoeste da França.
Possui uma profundidade máxima de 4735 m e uma área de aproximadamente 223 000 km².
O golfo da Biscaia é chamado nas línguas locais de:
- Mar Cantábrico ou golfo de Vizcaya, em castelhano;
- Mar Cantábrico ou golfo de Biscaia, em galego;
- Kantauri Itsasoa ou Bizkaiko Golkoa, em basco;

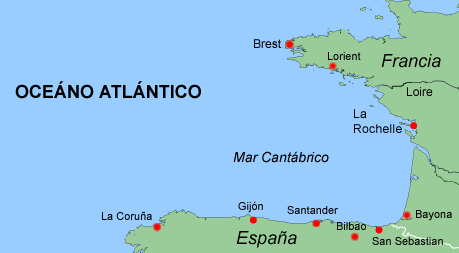
Mapa do golfo da Biscaia

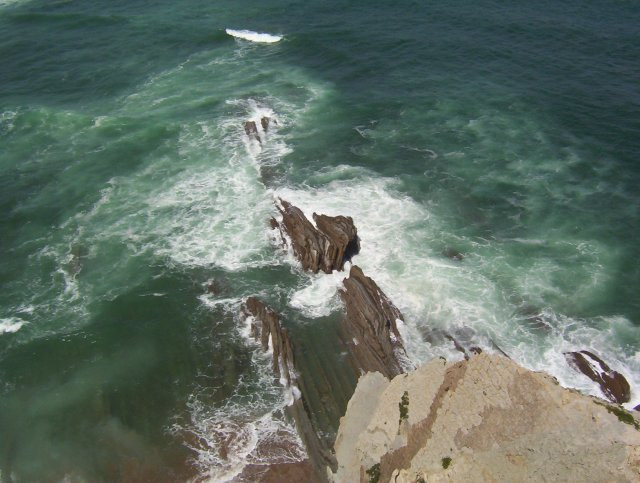
Um penhasco na costa basca

- Golfe de Gascogne, em francês;
- Golf de Gasconha, em occitano;
- Pleg-mor Gwaskogn, em bretão.